# Carl B. Allendoerfer
Carl B. Allendoerfer (1911-1974) est un mathématicien américain du milieu du XXe siècle, connu pour ses travaux en topologie et sur l'enseignement des mathématiques.

## Enfance et éducation
Allendoerfer, né à Kansas City, est le fils d'un banquier. En 1932, il est diplômé du Haverford College, puis il poursuit ses études, jusqu'en 1934, au New College d'Oxford grâce à une bourse Rhodes. Il obtient son Ph.D. en mathématiques à l'Université de Princeton en 1937.

## Recherche et enseignement
Allendoerfer enseigne au Haverford College au milieu des années 1940, où il devient célèbre pour ses travaux, avec André Weil, sur le théorème de Gauss-Bonnet, un important théorème de géométrie différentielle. Il poursuit son travail sur la géométrie différentielle à l'Institute for Advanced Study (Institut des études avancées), entre 1948 et 1949.
En 1951, il est professeur au département de mathématiques de l'Université de Washington. Il dirige ensuite ce département où il est connu pour avoir créé le Summer Mathematics Institute for High School Teachers (Institut d'été de mathématiques pour les professeurs de lycée). Allendoerfer est président de la Mathematical Association of America (Association mathématique d'Amérique, MAA) de 1959 à 1960 et éditeur du journal mensuel de celle-ci. En 1972, il reçoit le prix de la MAA pour Distinguished Service to Mathematics (Éminents services rendus aux mathématiques). Après sa mort, la MAA institua le prix Carl B. Allendoerfer, qui est remis chaque année pour « l'excellence d'une publication mathématique ».

## Prises de positions sur l'enseignement des mathématiques
Allendoerfer est également connu comme un partisan du mouvement mathématiques modernes dans les années 1950 et 1960. Aux États-Unis, ce mouvement cherche à améliorer l'enseignement des mathématiques dans le primaire et le secondaire, en enseignant des concepts abstraits comme la théorie des ensembles, très tôt dans le parcours scolaire. Allendoerfer était un membre de la Commission de mathématiques du College Entrance Examination Board dont le rapport de 1959 intitulé Program for College Preparatory Mathematics (Programme pour les mathématiques préparatoire du supérieur) mettait en avant beaucoup de concepts issus des mathématiques modernes. La commission et le rapport furent critiqués par certains, affirmant qu'ils donnaient une trop grande importance aux mathématiques pures par rapport à des domaines plus traditionnels et plus pratiques tels que l'arithmétique.

## Autres réalisations
Allendoerfer est l'auteur, avec Cletus Oakley, de nombreux ouvrages mathématiques importants, utilisés dans les années 1950 et 1960. Il est aussi l'auteur d'une série de films sur les mathématiques.

### Œuvres littéraires
- Allendoerfer, Carl B., & Oakley, Cletus O. (1955). Principles of Mathematics.  McGraw-Hill.   (ISBN 0-070-01390-X)
- Allendoerfer, Carl B., & Oakley, Cletus O. (1959). Fundamentals of Freshman Mathematics. McGraw-Hill.  (ISBN 0-070-01366-7)
- Allendoerfer, Carl B.  (1965). Mathematics for Parents. MacMillan.
- Allendoerfer, Carl B., & Oakley, Cletus O. (1967). Fundamentals of College Algebra. McGraw-Hill.
- Allendoerfer, Carl B.  (1971). Principles of Arithmetic and Geometry for Elementary School Teachers. MacMillan.
- Allendoerfer, Carl B. (1974). Calculus of Several Variables and Differentiable Manifolds. Macmillan.  (ISBN 0-023-01840-2)
- Allendoerfer, Carl B., Oakley, Cletus O., & Kerr, Donald R. (1977). Elementary Functions. McGraw-Hill.  (ISBN 0-070-01371-3)

### Filmographie
- Cycloidal Curves or Tales from Wanklenberg Woods.  Produit par la société Ward's Natural Science basée à Rochester dans l'État de New York.
- The Gauss-Bonnet Theorem.  Ibid.
- Geometric Concepts or How to Get Somewhere with Rigid Motion and Uniform Stretches. Ibid.
- Area and Pi or How to Measure What There Is. Ibid.
- Geometric Transformations.  Ibid.
- Equivalent Sets. Ibid.